# 苏里南驻外机构列表

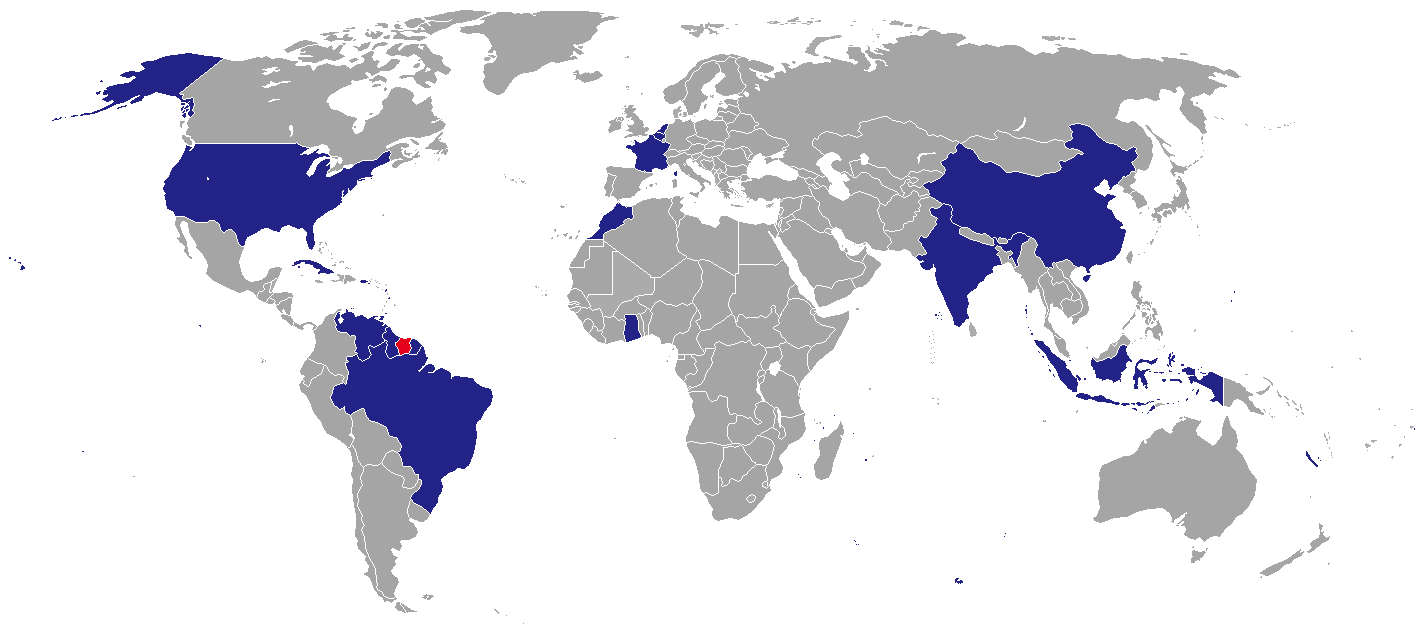
苏里南驻外领事机构示意图

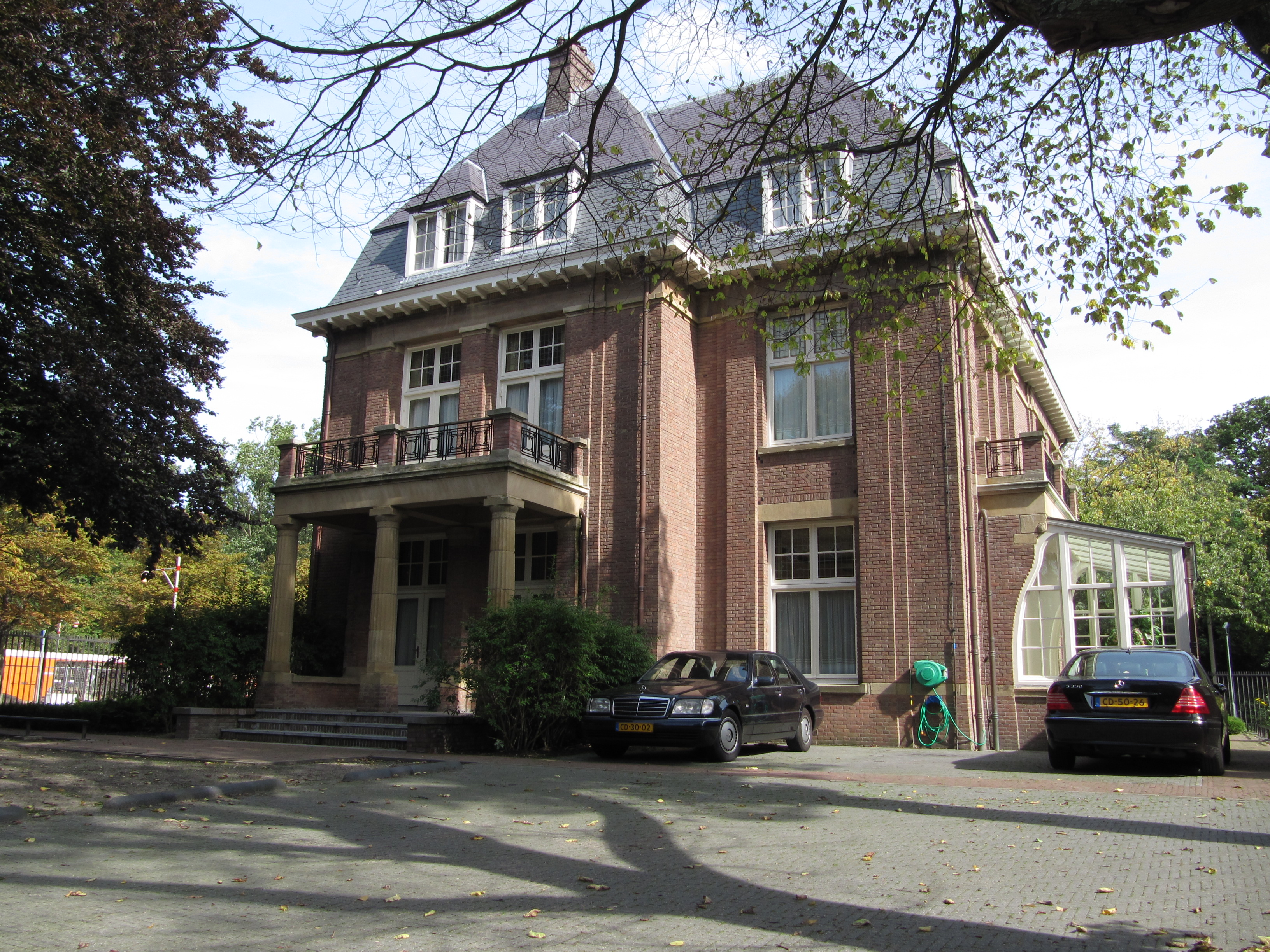
苏里南驻海牙大使馆

苏里南驻外机构列表列出了南美洲国家苏里南在各国的正式外交代表机构。

## 欧洲
- 比利时
  - 布鲁塞尔（大使馆）
- 法國
  - 巴黎（大使馆）
  - 卡宴（总领馆）
  - 馬羅尼河畔聖洛朗（总领馆）
- 荷蘭
  - 海牙（大使馆）
  - 阿姆斯特丹（总领馆）
  - 威廉斯塔德（总领馆）

## 北美洲
- 古巴
  - 哈瓦那（大使馆（荷兰语：Ambassade van Suriname in Cuba））
- 千里達及托巴哥
  - 西班牙港（大使馆）
- 美国
  - 华盛顿哥伦比亚特区（大使馆）
  - 迈阿密（总领事馆）

## 南美洲
- 巴西
  - 巴西利亚（大使馆（荷兰语：Ambassade van Suriname in Brazilië））
  - 贝伦（总领事馆）
- - 乔治敦（大使馆（荷兰语：Ambassade van Suriname in Guyana））
- 委內瑞拉
  - 加拉加斯（大使馆（荷兰语：Ambassade van Suriname in Venezuela））

## 非洲
- - 阿克拉（大使馆（荷兰语：Ambassade van Suriname in Ghana））
- 摩洛哥
  - 拉巴特（大使馆）[1]
  - 达赫拉（总领事馆）

## 亚洲
- 中华人民共和国
  - 北京（大使馆）
- 印度
  - 新德里（大使馆（荷兰语：Ambassade van Suriname in India））
- 印度尼西亞
  - 雅加达（大使馆（荷兰语：Ambassade van Suriname in Indonesië））

## 多边组织
- 布鲁塞尔 (欧盟)
- 纽约 (联合国)
- 华盛顿哥伦比亚特区 (美洲国家组织)